# 해양 네트워크 황금바다
해양 네트워크 황금바다는 목요일 밤 10시 50분에 KBS부산 1TV로 방송된 프로그램이다.

## 기획 의도
바다에 대한 관심과 지식을 알려주는 프로그램이다.

## 방송 시간
현재 방송 시간은 2013년 4월 11일을 기준으로 한다.
※ 전국 방송은 《갈매기 도시》를 통해 수요일 오후 4시 10분에 방송됨.
| 방송 채널   | 방송 기간                          | 방송 시간                              |
| ----------- | ---------------------------------- | -------------------------------------- |
| KBS부산 1TV | 2012년 10월 11일 ~ 2013년 4월 4일  | 매주 목요일 저녁 7:30 ~ 밤 8:25 (55분) |
| KBS부산 1TV | 2013년 4월 11일 ~ 2013년 10월 17일 | 매주 목요일 밤 10:50 ~ 11:30 (40분)    |
| KBS 1TV     | 2013년 1월 23일 ~ 2013년 4월 3일   | 매주 수요일 오후 4:10 ~ 5:00 (50분)    |
| KBS 1TV     | 2013년 4월 10일 ~ 2013년 10월 9일  | 매주 수요일 오후 4:10 ~ 4:35 (25분)    |

## 구성
- 보물지도 바다로(路)
- 꽃보다 바다
- 아쿠아 21

## 방송 회차

### 2012년
| 회차 | 방송일    | 부제               |
| ---- | --------- | ------------------ |
| 1    | 10월 25일 | 서핑               |
| 2    | 11월 1일  | 서핑               |
| 3    | 11월 8일  | 서핑               |
| 4    | 11월 15일 | 스쿠어 다이빙      |
| 5    | 11월 22일 | 스쿠어 다이빙      |
| 6    | 11월 29일 | 샤크 다이빙        |
| 7    | 12월 6일  | 제주도 씨카약 체험 |
| 8    | 12월 20일 | 제주도 씨카약 체험 |
| 9    | 12월 27일 | 제주도 체험 3탄    |

### 2013년
| 회차 | 방송일    | 부제                       |
| ---- | --------- | -------------------------- |
| 10   | 1월 3일   | 제주도 체험                |
| 11   | 1월 10일  | 제주도 체험                |
| 12   | 1월 17일  | 해물요리대회               |
| 13   | 1월 24일  | 해물요리대회               |
| 14   | 1월 31일  | 북극곰 수영대회            |
| 15   | 2월 7일   | 북극곰 수영대회            |
| 16   | 2월 14일  | 스쿠어 다이빙 심화학습     |
| 17   | 2월 28일  | 스쿠어 다이빙 심화학습     |
| 18   | 3월 7일   | 스쿠어 다이빙 심화학습     |
| 19   | 3월 14일  | 제주도 범섬 스쿠어 다이빙  |
| 20   | 3월 21일  | 진해 선상낚시 도전         |
| 21   | 4월 4일   | 레저 뻘배                  |
| 22   | 4월 11일  | 윈드서핑 체험              |
| 23   | 4월 18일  | 윈드서핑 체험              |
| 24   | 4월 25일  | 갈맷길                     |
| 25   | 5월 9일   | 갈맷길                     |
| 26   | 5월 16일  | 모터 패러글라이딩          |
| 27   | 5월 23일  | 모터 패러글라이딩          |
| 28   | 5월 30일  | 패들보드                   |
| 29   | 6월 6일   | 패들보드                   |
| 30   | 6월 13일  | 송도 해수욕장 100주년 특집 |
| 31   | 6월 20일  | 송도 해수욕장 100주년 특집 |
| 32   | 7월 4일   | 국제서핑대회               |
| 33   | 7월 11일  | 국제서핑대회               |
| 34   | 7월 18일  | 기발한 배 콘테스트         |
| 35   | 7월 25일  | 기발한 배 콘테스트         |
| 36   | 8월 1일   | 기발한 배 콘테스트         |
| 37   | 8월 8일   | 웨이크보드                 |
| 38   | 8월 15일  | 웨이크보드                 |
| 39   | 8월 22일  | 요트투어 체험              |
| 40   | 8월 29일  | 플라이보드                 |
| 41   | 9월 5일   | 플라이보드                 |
| 42   | 9월 12일  | 카약 대회 도전기           |
| 43   | 9월 26일  | 카약 대회 도전기           |
| 44   | 10월 10일 | 보라카이 해양체험          |
| 45   | 10월 17일 | 보라카이 해양체험          |

## 같이 보기
- 갈매기 도시